# Athyrium pokharense
Athyrium pokharense är en majbräkenväxtart som beskrevs av Fraser-jenk. Athyrium pokharense ingår i släktet Athyrium och familjen Athyriaceae. Inga underarter finns listade.